# Perki-Franki
Perki-Franki – wieś w Polsce położona w województwie podlaskim, w powiecie wysokomazowieckim, w gminie Sokoły.
W latach 1975–1998 miejscowość administracyjnie należała do województwa łomżyńskiego.
Wierni kościoła rzymskokatolickiego należą do parafii  Wniebowzięcia NMP w Sokołach.

## Historia
W I Rzeczypospolitej Perki należały do ziemi bielskiej. Miejscowość wymieniona w dokumencie z roku 1527. W pobliżu kilka innych wsi, tworzących tzw. okolicę szlachecką Perki:
- Perki-Bujanki
- Perki-Franki
- Perki-Karpie
- Perki-Lachy
- Perki-Mazowsze
- Perki-Wypychy

W roku 1827 Perki-Franki liczyły 5 domów i 38 mieszkańców. Pod koniec wieku XIX wieś należała do powiatu mazowieckiego, gmina i parafia Sokoły.
W 1921 r. naliczono tu 14 budynków z przeznaczeniem mieszkalnym oraz 79 mieszkańców (40 mężczyzn i 39 kobiet). Wszyscy podali narodowość polską.

## Inne
Z miejscowości Perki-Franki pochodzi Stanisław Wądołowski, wieloletni działacz opozycyjny, związkowy, poseł na Sejm I i III kadencji.